# Claudia Amaral
Claudia Gabriela Amaral (née en 1959) est une joueuse argentine de Scrabble hispanophone. Elle a notamment remporté le championnat du monde en 2004. Elle a aussi remporté trois fois le championnat d'Argentine et a été vice-championne du monde en 1998, 2009 et 2017. Elle pratique le Scrabble depuis l'âge de 13 ans. Elle n'est pas professionnelle de Scrabble, et gagne sa vie en pratiquant la réflexologie plantaire.